# Płóczki Dolne
Płóczki Dolne (niem. Nieder Görisseiffen) – wieś sołecka w Polsce położona w województwie dolnośląskim, w powiecie lwóweckim, w gminie Lwówek Śląski, w dolinie Płóczki.

## Położenie
Płóczki Dolne leżą w dolinie potoku Płóczka, ciągnąc się na przestrzeni 1,2 km od granicy Lwówka Śląskiego w stronę Gryfowa Śląskiego. Zabudowania znajdują się na wysokości 220–230 m n.p.m. Od Lwówka Śląskiego Płóczki oddziela zwężenie doliny. Sołectwo obejmuje 544 ha, z czego 436 ha użytków rolnych i tylko 58 ha lasów. Wzdłuż wsi prowadzi droga wojewódzka nr 364. Odbiega od niej szosa do Nagórza przez Płóczki Górne. Przez Płóczki Dolne przechodzi czarny szlak turystyczny z Lwówka Śląskiego na Zamek Podskale, z odgałęzieniem do jaskiń.

## Przynależność administracyjna
Do połowy XVIII w. wieś należała do księstwa jaworskiego. Następnie znalazła się w powiecie bolesławiecko-lwóweckim. Po podziale tego powiatu w roku 1816 miejscowość przeszła do powiatu lwóweckiego. W roku 1893 do Płóczek Dolnych przyłączono niewielkie osady: Górny i Dolny Pirszyn (niem. Ober- i Nieder-Poitzenberg) oraz Dolną Stępnicę (niem. Nieder-Stamnitzdorf). Obie wsie Pirszyn były prawdopodobnie posiadłością właściciela grodziska Pirszyn w pobliżu Gradówka. W latach 1954–1973 Płóczki Dolne należały do gromady Płóczki Górne w powiecie lwóweckim. Po roku 1973 wieś znalazła się w składzie gminy Lwówek Śląski W latach 1975–1998 miejscowość administracyjnie należała do województwa jeleniogórskiego. Od roku 1999 Płóczki Dolne są w gminie Lwówek Śląski, w powiecie lwóweckim w województwie dolnośląskim.

## Geologia
Budowę geologiczną Płóczek Dolnych tworzą dolnotriasowe piaskowce arkozowe i zlepieńce oraz górnopermskie wapienie, dolomity, anhydryty, zlepieńce i piaskowce. Wapienie cechsztyńskie wydobywano w kamieniołomie na północny zachód od wsi. Podczas ich wydobycia odkryto w latach 30. XX wieku zespół niewielkich jaskiń. Wokół wsi znajdowano minerały takie jak: azuryt, galena, kalcyt, chalcedon, jaspis, limonit, malachit, karneol, kryształy kwarcu, a także geody ametystu i agaty. Te ostatnie były regularnie eksploatowane przez poszukiwaczy minerałów.

## Toponimia
Nazwa wsi związana jest z poszukiwaniem złota w osadach rzecznych metodą płukania. W 1217 r. Płóczki Dolne wymienione zostały jako Gorensyffen albo Gorensiffen. W roku 1283 pojawiły się jako Schmockseifentis aurifondine celebris. W roku 1726 nazwę pisano Geriss Seyffen, a od roku 1765 Nieder Görisseiffen. W 1945 r. wieś uzyskała nazwę Lisia Góra, którą zmieniono w 1947 r. na Płóczki Dolne.

## Historia
Płóczki Dolne znane są od roku 1217. Wieś należała między innymi do rodu Raussendorf i do Lwówka Śląskiego. W latach: 1462, 1464 oraz 1521 wieś była niszczona przez fale powodziowe na Płóczce. W XVI wieku działała karczma sądowa, a później też szynk. Już w 1578 r. we wsi była gorzelnia. 9 października 1672 dziewiętnastoletni owczarz z Płóczek Eliasz Förster został ścięty za sodomię z pięcioma owcami. Owce te zostały spalone.
W 1726 r. obciążenia podatkowe chłopów z Płóczek Dolnych wynosiły 2114 talarów, gdy w tym samym czasie pobliskie kolonie płaciły: Stępnica 36 talarów, a Dolny i Górny Pirszyn po 54 talary. W 1765 r. majątek miejski oszacowano na jedynie 608 talarów. W Płóczkach Dolnych mieszkało wtedy czterech kmieci, 5 zagrodników i 26 chałupnikow. W 1786 r. wieś liczyła 4 kmieci, 11 zagrodników i 16 chałupników.
W 1825 r. we wsi stało 31 domów oraz szkoła ewangelicka z nauczycielem i pomocnikiem nauczyciela. Pomocnik obsługiwał także szkołę w Mojeszu. Do szkoły w Płóczkach Dolnych uczęszczały także dzieci z pobliskich kolonii. Wśród mieszkańców było 3 stolarzy. W 1840 r. we wsi stały 33 domy. W kamieniołomie należącym do białoskórnika lwóweckiego Langego pozyskiwano 300 cetnarów wapienia rocznie. We wsi prowadziły działalność 2 gospody, 3 rzemieślników i 2 handlarzy. Po 1893 r., gdy przyłączono okoliczne kolonie, liczba ludności znacząco wzrosła. Po 1945 r. założono w Płóczkach Dolnych niewielki PGR. Oprócz niego było tu w 1978 r. 81 gospodarstw rolnych. W roku 1988 ich liczba spadła do 55, a praca w rolnictwie była wyłącznym źródłem utrzymania dla 33% ludności zawodowo czynnej.

## Pomniki przyrody
Za wsią, w kierunku na Gryfów Śląski znajduje się grupa czterech jaskiń, z których najdłuższa ma około 60 m. Jaskinie te zostały uznane za pomnik przyrody. W pobliżu pozostałości wapiennika.